# Threnosia adrasta
Threnosia adrasta är en fjärilsart som beskrevs av Turner 1940. Threnosia adrasta ingår i släktet Threnosia och familjen björnspinnare. Inga underarter finns listade i Catalogue of Life.